# 人吉市立第二中学校
人吉市立第二中学校（ひとよししりつ だいにちゅうがっこう）は、熊本県人吉市上林町にある公立中学校。
略称は「人吉二中」。通称は「二中（にちゅう）」。

## 概要
歴史
1947年（昭和22年）に新制中学校として人吉市中心部に「西陵」・「河南」・「紅陵」の3校が創立した。校区改定等の理由で統合・改組を経て1949年（昭和24年）に現校名となった。なお、西陵中学校および紅陵中学校が創立した1947年（昭和22年）を創立年としており、2022年（令和4年）に創立75年を迎えた。
校訓（三綱領）
「自主・明朗・協同」
校章
人吉（Hitoyoshi）の頭文字である「H」の文字を背景にして、中央に「中學」の文字（縦書き）を配している。
校歌
1952年（昭和27年）に制定。作詞は山口白陽、作曲は有馬俊一による。
通学区域
- 人吉市立人吉西小学校区
- 人吉市立中原小学校区
- 人吉市立西瀬小学校区

## 沿革

### 経緯
人吉市立第二中学校は、西陵中学校と紅陵中学校を統合し、1949年（昭和24年）に「人吉市立北中学校」（仮称）として設立した。統合した西陵中学校と紅陵中学校は近隣の小学校に併設されていたため、その後2年間をかけて逐次、独立校舎を下城本町（現・人吉カルチャーパレス）に建設。1981年（昭和56年）に現在地に移転を完了した。
- 旧校地（人吉カルチャーパレス）- 熊本県人吉市下城本町1578番地1
（北緯32度12分59.9秒 東経130度44分21.1秒 / 北緯32.216639度 東経130.739194度）

### 年表
旧・西陵中学校
- 1947年（昭和22年）4月1日 - 学制改革（六・三制の実施）により、新制中学校「人吉市立西陵中学校」が創立[2][3]。
  - 当時の小学校区は以下の通り
    - 人吉市立人吉東小学校
    - 人吉市立人吉西小学校
    - 人吉市立大畑小学校矢岳分校（後の人吉市立矢岳小学校）
- 1948年（昭和23年）4月5日 - 人吉東小校区が「人吉市立東陵中学校」として分離。

旧・紅陵中学校
- 1947年（昭和22年）4月1日 - 学制改革（六・三制の実施）により、新制中学校「人吉市立紅陵中学校」が創立[2][3]。
  - 当時の小学校区は以下の通り
    - 人吉市立中原小学校
    - 人吉市立西瀬小学校

統合
- 1949年（昭和24年）
  - 4月1日 - 上記中学校2校（西陵・紅陵）が統合し、「人吉市立北中学校」（仮称）となる。初代校長に上田冨雄が着任。
  - 4月28日 -「人吉市立第二中学校」（現校名）に改称。
  - 5月 - 校章・胸章を制定。
  - 11月	- 統合校舎（第一次工事、普通教室14・音楽室等）が完成。
- 1950年（昭和25年）
  - 3月 - 校旗を制定。
  - 4月10日 - 矢岳分校を設置（人吉市立矢岳小学校に併設）。
  - 6月 - 統合校舎（第二次工事、雨天体操場）が完成。
  - 9月 - 統合校舎（第三次工事、普通教室14）が完成。
- 1951年（昭和26年）
  - 4月 - 三綱領を制定。
  - 9月 - 統合校舎（第四次工事、特別教室）が完成。
  - 10月	- 統合校舎（第五次工事、本館）建設に着手。
  - 12月	- 学校図書館が開館。
- 1952年（昭和27年）3月14日 - 校歌を制定。
- 1961年（昭和36年）6月	- 普通教室（10教室）が完成。
- 1965年（昭和40年）3月	- オリンピック記念プールが完成。
- 1967年（昭和42年）4月	- 特殊学級を開設。
- 1968年（昭和43年）3月31日 - 矢岳分校を廃止。
- 1971年（昭和46年）6月	- スポーツ振興会が発足。
- 1972年（昭和47年）9月4日 - 完全給食を開始。
- 1976年（昭和51年）
  - 4月	- クラブ育成会が発足。
  - 11月	- 体育部室が完成。
- 1980年（昭和55年）3月	- 新校舎（第一期工事、普通教室棟）が完成。
- 1981年（昭和56年）9月1日 - 現在の場所（上林町）に移転を完了。
- 1982年（昭和57年）
  - 3月 - 体育館・武道場が完成。
  - 5月 - 卓球場が完成。
  - 8月 - プールが完成。
- 1989年（平成元年）2月	- 部室が完成。創立40周年を記念し、人吉二中跡の碑を除幕。
- 1995年（平成7年）9月 - 頭髪を自由化。
- 1998年（平成10年）
  - 3月 - 野球場・ソフトボールグラウンドを改修。
  - 8月 - 創立50周年記念事業「ウッチャンと語る会」を開催。
  - 11月 - 創立50周年記念式典を挙行。
- 2001年（平成13年）9月 - プールを改修。
- 2010年（平成22年）8月26日 - 全教室に冷暖房空調機・屋上にソーラーパネルが導入され、体育館と一部の教室の地震補強工事に着工。
- 2011年（平成23年）11月 - 学習成果発表会を「二中祭」と改称。
  - 所在地 - 熊本県人吉市上林町622番地（北緯32度13分17.0秒 東経130度44分38.4秒 / 北緯32.221389度 東経130.744000度）

## 学校行事
3学期制
1学期
- 4月 - クラス発表・始業式（※1年以外）・入学式・集団宿泊教室（1年）・平均学力知能検査（1年）
- 5月 - 体育大会・スクールカウンセラー来校
- 6月 - 生徒総会・夏季中体連選手推戴式・期末テスト
- 7月 - 中体連大会･第1学期終業式・夏季長期休業･ボランティア体験教室
- 8月 - 夏季長期休業

2学期
- 8月末 - 始業式
- 9月 - 課題テスト・第1回共通テスト（3年）・秋季中体連大会･避難訓練・職場体験学習（3年）・親子奉仕作業・教育実習
- 10月 - 修学旅行（2年）・中間テスト･校内合唱コンクール・人吉市指定休業日家族の日[4] ・スクールカウンセラー来校
- 11月 - 学習成果発表会（※通称、『二中祭』）・第2回共通テスト（3年）・期末テスト・スクールカウンセラー来校
- 12月 - ゆうチャレンジ [5] ・第3学年三者面談・生徒会立会演説、投票・校内ロードレース大会・第2学期終業式（※校内ロードレース大会予備日）・冬季長期休業・仕事納め

3学期
- 1月 - 始業式・課題テスト・生徒会執行部引継式
- 2月 - 県立高校前期選抜・期末テスト・立志の集い･入学説明会
- 3月 - 卒業式･大縄跳び大会・修了式・春季長期休業・退任式（※春季長期休業中）

## 委員会
- 生徒会執行部
- 代議委員
- 環境委員
- 体育委員
- 交通安全委員
- ボランティア委員
- 生活委員
- 図書委員
- 保健委員
- 給食委員
- 学習委員
- 美化委員
- 放送委員 2006年 （平成18年度）に放送部から移行された。

## 部活動
運動部
- 女子バレーボール部
- 野球部（男）
- ソフトボール部（女）
- サッカー部（男）
- 男子バスケットボール部
- 女子バスケットボール部
- 男子ソフトテニス部
- 女子ソフトテニス部
- 器械体操部
- 新体操部（女）
- 柔道部
- 剣道部
- 男子卓球部
- 女子卓球部
- 水泳部
- 陸上部
- 空手（※7月の夏季中体連大会で、参加希望があれば発足）

文化部
- 吹奏楽部
- 美術部
- パソコン部 - 熊本県教育委員会 くまもとICTコンテスト マルチメディア部門 受賞常連校

廃止された部活動
- ハンドボール部
- 合唱部（女声） - 2009年（平成21年）熊本県合唱コンクール銅賞 など
- 放送部 - 2005年度（平成17年度）まで存続。翌年度は放送委員会に移行し、廃部になった。

## 著名な関係者
出身者
- 内村光良（お笑いタレント・俳優・映画監督）
- 桑原俊（体操選手）
- 水野貴子（ソプラノ歌手・チャイコフスキー音楽祭日本人初声楽部門入賞者）
- 松岡隼人（人吉市長）

## 交通アクセス
最寄りの鉄道駅
- JR九州 肥薩線 「人吉駅」より徒歩30分
- くま川鉄道 湯前線 「人吉温泉駅」より徒歩30分

最寄りのバス停留所
- 九州産交バス 「田中医院前」停留所（中学校から距離がある）

## 周辺
- 村山公園
- 遥拝神社
- 人吉市立人吉西小学校
- 西南戦争官軍砲台跡
- 熊本県立球磨工業高等学校
- 史蹟大村横穴群東群
- 城本公園
- 山田川
- 球磨川